# Ranunculus intramongolicus
Ranunculus intramongolicus là một loài thực vật có hoa trong họ Mao lương. Loài này được Y.Z. Zhao miêu tả khoa học đầu tiên năm 1989.